# Seleção Escocesa de Voleibol Feminino
A seleção escocesa de voleibol feminino é uma equipe europeia composta pelas melhores jogadoras de voleibol da Escócia. A equipe é mantida pela Associação Escocesa de Voleibol (Scottish Volleyball Association). Encontra-se na 83ª posição do ranking mundial da FIVB segundo dados de 6 de outubro de 2015.